# 클릭팀
클릭팀(Clickteam)은 1993년 François Lionet, Yves Lamoureux, Francis Poulain이 설립한 소프트웨어 기업으로, 본사는 프랑스 파리에 위치해 있다.

## 제품
퓨전 시리즈는 사용자 친화적인 강력한 드래그 앤드 드롭 게임 및 응용 프로그램 제작 프로그램으로 설계되었으며 프로그래밍에 실력이 부족한 사용자와 실력있는 사용자 모두가 쉽게 접근할 수 있게 한다.

### 소프트웨어 및 비디오 게임 개발 소프트웨어
- Klik & Play (KnP) - 본래 Europress Software (Francois Lionet/Yves Lamoureux 1994) 제작
- Click and Create (CnC) - 나중에 Multimedia Fusion Express로 이름이 변경됨.
- The Games Factory (TGF)
- The Games Factory 2 (TGF2)
- Multimedia Fusion (MMF)
- Multimedia Fusion 2 (MMF2)
- Clickteam Fusion 2.5 (CF2.5)

### 기타 제품
- Install Creator (과거명: Install Maker)
- Patch Maker
- SynchronX
- Jamagic